# Women's Money in the Bank Ladder match

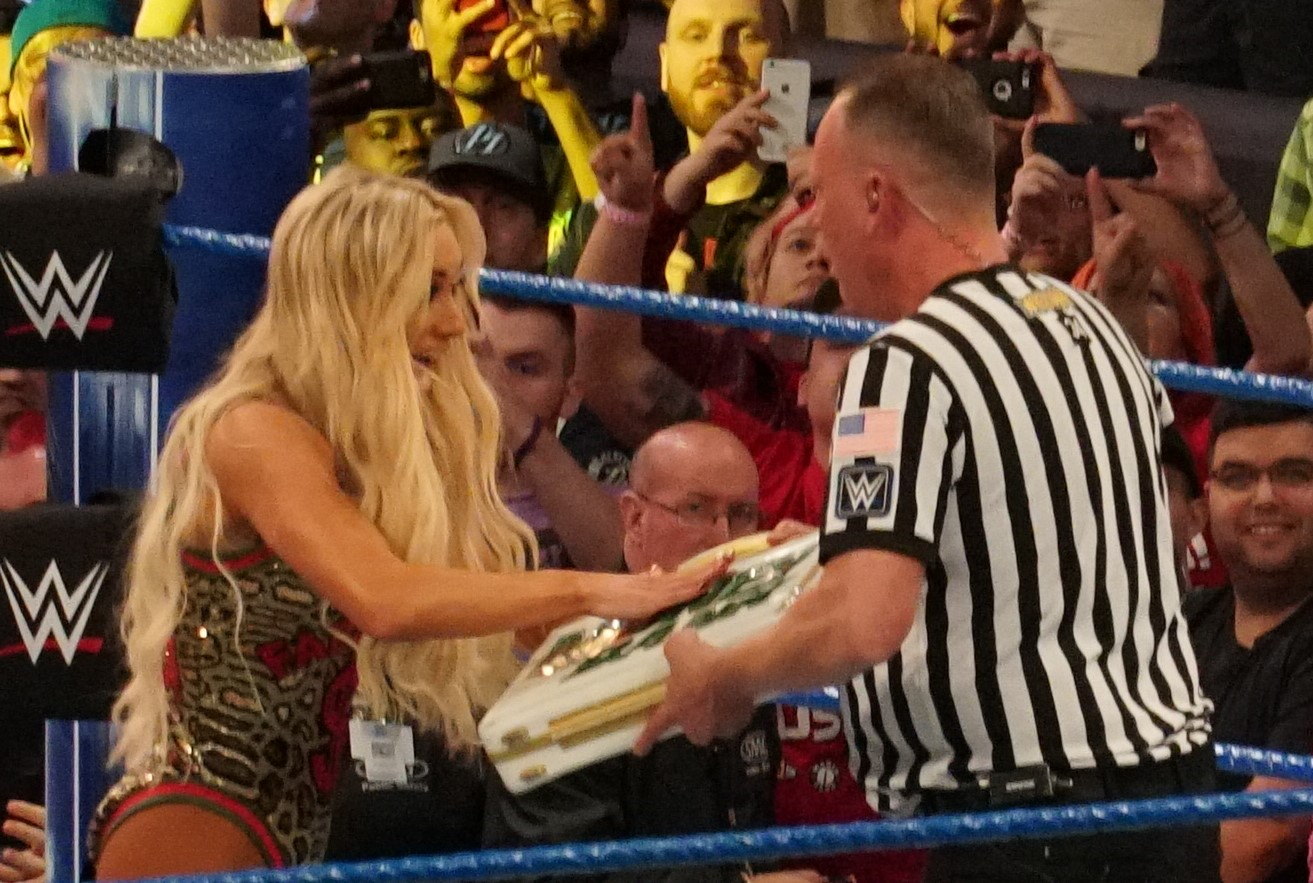
Carmella con la valigetta del Money in the Bank femminile nel 2018

Il Women's Money in the Bank Ladder match, noto semplicemente come Women's Money in the Bank, è un tipo di incontro di wrestling praticato in WWE.
Il match ha debuttato il 18 giugno 2017, a Money in the Bank dell'omonimo pay-per-view, ed è la versione femminile del Money in the Bank Ladder match maschile.

## Formula
Il Money in the Bank è una variante del ladder match e la sua stipulazione speciale consiste nello staccare una valigetta appesa con un gancio al di sopra del ring; la vincitrice ha la possibilità di sfidare la campionessa mondiale della federazione in qualsiasi momento entro i dodici mesi successivi.
Nel 2020, si è disputata, in via del tutto eccezionale, una variante del Money in the Bank Ladder match, denominata Corporate, in cui la vincitrice è stata colei che per prima è riuscita a staccare una valigetta posta sul tetto della sede della WWE, nel quartiere di Stamford, dopo aver scalato l'intera struttura.

## Albo d'oro
| #  | Evento            | Data           | Città      | Vincitrice       | Altre partecipanti                                                           |
| -- | ----------------- | -------------- | ---------- | ---------------- | ---------------------------------------------------------------------------- |
| 1° | Money in the Bank | 18 giugno 2017 | St. Louis  | Carmella         | Becky Lynch, Charlotte Flair, Natalya e Tamina                               |
| 2° | SmackDown         | 27 giugno 2017 | San Diego  | Carmella         | Becky Lynch, Charlotte Flair, Natalya e Tamina                               |
| 3° | Money in the Bank | 17 giugno 2018 | Rosemont   | Alexa Bliss      | Becky Lynch, Charlotte Flair, Ember Moon, Lana, Naomi, Natalya e Sasha Banks |
| 4° | Money in the Bank | 19 maggio 2019 | Hartford   | Bayley           | Carmella, Dana Brooke, Ember Moon, Mandy Rose, Naomi, Natalya e Nikki Cross  |
| 5° | Money in the Bank | 10 maggio 2020 | Stamford   | Asuka            | Carmella, Dana Brooke, Lacey Evans, Nia Jax e Shayna Baszler                 |
| 6° | Money in the Bank | 18 luglio 2021 | Fort Worth | Nikki A.S.H.     | Alexa Bliss, Asuka, Liv Morgan, Naomi, Natalya, Tamina e Zelina Vega         |
| 7º | Money in the Bank | 2 luglio 2022  | Paradise   | Liv Morgan       | Alexa Bliss, Asuka, Becky Lynch, Lacey Evans, Raquel Rodriguez e Shotzi      |
| 8º | Money in the Bank | 1º luglio 2023 | Londra     | Iyo Sky          | Bayley, Becky Lynch, Trish Stratus, Zelina Vega e Zoey Stark                 |
| 9° | Money in the Bank | 6 luglio 2024  | Toronto    | Tiffany Stratton | Chelsea Green, Iyo Sky, Lyra Valkyria, Naomi e Zoey Stark                    |

## Statistiche

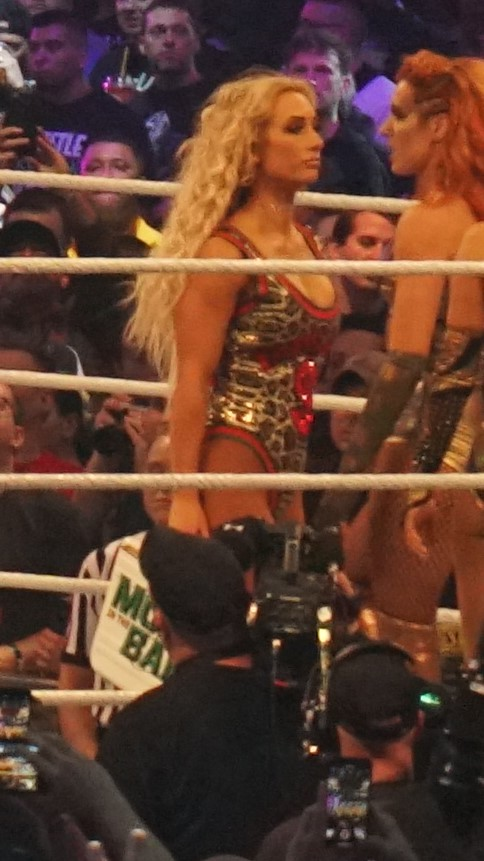
Carmella, vincitrice del primo Money in the Bank femminile

| Partecipanti             | Apparizioni | Vittorie |
| ------------------------ | ----------- | -------- |
| Becky Lynch              | 5           | 0        |
| Natalya                  | 5           | 0        |
| Carmella                 | 4           | 2        |
| Naomi                    | 4           | 0        |
| Alexa Bliss              | 3           | 1        |
| Asuka                    | 3           | 1        |
| Charlotte Flair          | 3           | 0        |
| Lacey Evans              | 3           | 0        |
| Tamina                   | 3           | 0        |
| Bayley                   | 2           | 1        |
| Iyo Sky                  | 2           | 1        |
| Nikki Cross/Nikki A.S.H. | 2           | 1        |
| Liv Morgan               | 2           | 1        |
| Ember Moon               | 2           | 0        |
| Dana Brooke              | 2           | 0        |
| Zelina Vega              | 2           | 0        |
| Zoey Stark               | 2           | 0        |
| Tiffany Stratton         | 1           | 1        |
| Chelsea Green            | 1           | 0        |
| Lana                     | 1           | 0        |
| Lyra Valkyria            | 1           | 0        |
| Mandy Rose               | 1           | 0        |
| Nia Jax                  | 1           | 0        |
| Raquel Rodriguez         | 1           | 0        |
| Sasha Banks              | 1           | 0        |
| Shayna Baszler           | 1           | 0        |
| Shotzi                   | 1           | 0        |
| Trish Stratus            | 1           | 0        |